# Sidney Abel
Pour les articles homonymes, voir Abel (homonymie).
Temple de la renommée : 1969
Sidney Gerald Abel, dit Sid Abel, (né le 22 février 1918 à Melville, dans la province de la Saskatchewan, au Canada — mort le 8 février 2000 à Farmington Hills, dans l'État du Michigan, aux États-Unis) est un joueur et entraîneur professionnel de hockey sur glace. Il est le père du joueur de hockey professionnel Gerry Abel et le grand-père du joueur de hockey professionnel, Brent Johnson.

## Carrière
Il joue dans la LNH entre 1938 et 1954 et passe l'essentiel de sa carrière avec les Red Wings de Détroit. Le 16 mars 1947, il fait partie des joueurs marquent pour permettre à Billy Taylor de compter sept assistances dans le même match. Considéré comme l'une des plus grandes gloires du club du Michigan, son maillot (no 12) est retiré à jamais du club et il remporte le trophée Hart en 1948-1949.
Il commence par jouer dans l’International American Hockey Ligue, future Ligue américaine de hockey, avec les Hornets de Pittsburgh mais très vite, il est appelé à jouer dans la LNH pour les Red Wings. En 1949-1950, les trois membre de la Production Line dont fait partie Abel en compagnie de Ted Lindsay et Gordie Howe finissent aux trois premières places du championnat des meilleurs pointeurs de la ligue, Abel finissant deuxième. Durant la seconde guerre mondiale, il doit laisser la LNH pour aller faire son service militaire. Étant stationné à Montréal, il joue avec l'équipe militaire des forces aériennes canadiennes en plus de jouer pour les Rapides de Lachine. En 1952, il occupe le double poste d'entraîneur-joueur pour les Black Hawks de Chicago, poste qu'il occupe deux saisons avant de retourner avec les Red Wings mais cette fois-ci derrière le banc à la suite de Jimmy Skinner qui ne peut continuer en raison d'une maladie. Sous sa direction l'équipe parvient à accéder à quatre reprises à la finale des séries éliminatoires de la Coupe Stanley mais ne parvient pas une seule fois à remporter le trophée. En 1969, il est admis au Temple de la renommée du hockey alors qu'il est toujours membre de l'organisation des Wings.
En 1970-1971, il devient le directeur général de la franchise et fait venir Frank Mahovlich au sein de l'équipe. Mais dès la saison suivante, alors qu'il vient de signer un contrat en tant que recruteur pour la jeune équipe des Kings de Los Angeles, il ne peut pas résister à l'offre qu'on lui fait : il devient le directeur général des Blues de Saint-Louis, poste qu'il occupe jusqu'à la fin de la saison 1973-1974 de la LNH.
Par la suite, il occupe ce même rôle dans la nouvelle franchise des Scouts de Kansas City puis passe un temps derrière le banc de l'équipe avant de mettre fin à sa carrière.

## Statistiques
| Saison     | Équipe                   | Ligue          |     | Saison régulière | Saison régulière | Saison régulière | Saison régulière | Saison régulière |    | Séries éliminatoires | Séries éliminatoires | Séries éliminatoires | Séries éliminatoires | Séries éliminatoires |
| Saison     | Équipe                   | Ligue          | PJ  | B                | A                | Pts              | Pun              | PJ               | B  | A                    | Pts                  | Pun                  |                      |                      |
| 1936-1937  | Millionaires de Melville | S-SJHL         |     |                  |                  |                  |                  |                  |    |                      |                      |                      |                      |                      |
| 1936-1937  | Wesleys de Saskatoon     | N-SJHL         |     |                  |                  |                  |                  | 3                | 6  | 2                    | 8                    | 2                    |                      |                      |
| 1936-1937  | Wesleys de Saskatoon     | Coupe Memorial |     |                  |                  |                  |                  | 8                | 8  | 5                    | 13                   | 6                    |                      |                      |
| 1937-1938  | Bombers de Flin Flon     | N-SSHL         | 23  | 12               | 16               | 28               | 13               | 8                | 4  | 4                    | 8                    | 17                   |                      |                      |
| 1937-1938  | Bombers de Flin Flon     | Coupe Allan    |     |                  |                  |                  |                  | 7                | 6  | 1                    | 7                    | 4                    |                      |                      |
| 1938-1939  | Red Wings de Détroit     | LNH            | 15  | 1                | 1                | 2                | 0                | 6                | 1  | 1                    | 2                    | 2                    |                      |                      |
| 1938-1939  | Hornets de Pittsburgh    | IAHL           | 41  | 22               | 24               | 46               | 27               |                  |    |                      |                      |                      |                      |                      |
| 1939-1940  | Red Wings de Détroit     | LNH            | 24  | 1                | 5                | 6                | 4                | 5                | 0  | 3                    | 3                    | 21                   |                      |                      |
| 1939-1940  | Capitals d'Indianapolis  | IAHL           | 21  | 7                | 11               | 18               | 10               |                  |    |                      |                      |                      |                      |                      |
| 1940-1941  | Red Wings de Détroit     | LNH            | 47  | 11               | 22               | 33               | 29               | 9                | 2  | 2                    | 4                    | 2                    |                      |                      |
| 1941-1942  | Red Wings de Détroit     | LNH            | 48  | 18               | 31               | 49               | 45               | 12               | 4  | 2                    | 6                    | 8                    |                      |                      |
| 1942-1943  | Red Wings de Détroit     | LNH            | 49  | 18               | 24               | 42               | 33               | 10               | 5  | 8                    | 13                   | 4                    |                      |                      |
| 1943-1944  | Montréal RCAF            | QSHL           | 7   | 5                | 4                | 9                | 12               |                  |    |                      |                      |                      |                      |                      |
| 1943-1944  | Montréal Canada Car      | MCHL           | 2   | 1                | 0                | 1                | 4                |                  |    |                      |                      |                      |                      |                      |
| 1944-1945  | Montréal RCAF            | MCHL           | 4   | 6                | 8                | 14               | 4                |                  |    |                      |                      |                      |                      |                      |
| 1944-1945  | Rapides de Lachine       | LHPQ           | 2   | 2                | 2                | 4                | 0                |                  |    |                      |                      |                      |                      |                      |
| 1944-1945  | Kingston RCAF            | Exhib          | 2   | 2                | 1                | 3                | 0                |                  |    |                      |                      |                      |                      |                      |
| 1945-1946  | Red Wings de Détroit     | LNH            | 7   | 0                | 2                | 2                | 0                | 3                | 0  | 0                    | 0                    | 0                    |                      |                      |
| 1946-1947  | Red Wings de Détroit     | LNH            | 60  | 19               | 29               | 48               | 29               | 3                | 1  | 1                    | 2                    | 2                    |                      |                      |
| 1947-1948  | Red Wings de Détroit     | LNH            | 60  | 14               | 30               | 44               | 69               | 10               | 0  | 3                    | 3                    | 16                   |                      |                      |
| 1948-1949  | Red Wings de Détroit     | LNH            | 60  | 28               | 26               | 54               | 49               | 11               | 3  | 3                    | 6                    | 6                    |                      |                      |
| 1949-1950  | Red Wings de Détroit     | LNH            | 69  | 34               | 35               | 69               | 46               | 14               | 6  | 2                    | 8                    | 6                    |                      |                      |
| 1950-1951  | Red Wings de Détroit     | LNH            | 69  | 23               | 38               | 61               | 30               | 6                | 4  | 3                    | 7                    | 0                    |                      |                      |
| 1951-1952  | Red Wings de Détroit     | LNH            | 62  | 17               | 36               | 53               | 32               | 7                | 2  | 2                    | 4                    | 12                   |                      |                      |
| 1952-1953  | Black Hawks de Chicago   | LNH            | 39  | 5                | 4                | 9                | 6                | 1                | 0  | 0                    | 0                    | 0                    |                      |                      |
| 1953-1954  | Black Hawks de Chicago   | LNH            | 3   | 0                | 0                | 0                | 4                |                  |    |                      |                      |                      |                      |                      |
| Totaux LNH | Totaux LNH               | Totaux LNH     | 612 | 189              | 283              | 472              | 376              | 97               | 28 | 30                   | 58                   | 79                   |                      |                      |